# فرودگاه میزه
فرودگاه میزه (به انگلیسی: Maize Airport) یک فرودگاه همگانی بهره‌برداری هوایی است که یک باند فرود چمن دارد و طول باند آن ۶۴۰ متر است. این فرودگاه در کشور ایالات متحده آمریکا قرار دارد و در ارتفاع ۴۰۷ متری از سطح دریا واقع شده است.